# 陳雙 (歌手)
陳雙，台灣客語女歌手，音樂製作人。金曲獎第16、17、18、20屆最佳客語專輯及演唱獎入圍。被稱為「客家鄧麗君」
2018年7月1日開始，主持講客廣播電臺節目《六堆雙線道》，時段是每週日早上十點至十一點，節目歌曲播放大多以自身專輯歌曲為主。

## 音樂作品

### 客語流行音樂演唱專輯
- 《夜合》(2004)
- 《黃揚葉滿天飛》(2005)
- 《樹蘭》(2005)
- 《問海》(2006)
- 《陪捱看花２》(2007)
- 《愛》(2007)
- 《千年夢醒》(2008)
- 《陰陽》(2009)
- 《再尋》(2010)
- 《閃閃閃on line》(2012)
- 《𠊎在月光下歌唱》(2015)

### 精選輯
- 《客人花》(2012)

### 客語童謠專輯
- 《水打鯿嫁分日頭》(2005)
- 《阿姆最愛跳个舞》(2007)
- 《12生肖》(2009)
- 《2010客語世界童謠》(2010)

### 古箏演奏專輯
- 《箏！yes》(2006)

## 電視劇
- 客家電視台2008年度精緻戲劇—菸田少年

## 演唱會/演奏會

### 演唱會
- 2010年「今夜誰來SHOW」售票演唱會 (高雄巨蛋體育場)
- 2010年「藝事琴緣」音樂會-御箏坊 (龍潭客家文化館–演藝廳)

### 演奏會
- 2007年「箏–魅‧力」演奏會-敦煌箏樂團 (台北市國家演奏廳)
- 2005年「高雄聽箏會」演奏會-敦煌箏樂團 (高雄文化中心)
- 2003年「舞韻聽箏會」演奏會-敦煌箏樂團 (台北市中山堂)
- 2003年「頌長城舞黃土」演奏會-新樂國樂團 (台北市中山堂)
- 2002年「四美箏琴」演奏會-敦煌箏樂團 (國家音樂廳)
- 2002年「四美箏琴」演奏會-敦煌箏樂團 (香港屯門大會堂)

## 獎項
- 2005年 第16屆金曲獎 - 最佳客語專輯獎、最佳客語演唱新人獎入圍。〔夜合∕千珊影視傳播有限公司〕
- 2006年 第17屆金曲獎 - 最佳客語專輯獎、最佳客語演唱人獎入圍。〔黃揚葉滿天飛∕喜瑪拉雅音樂事業股份有限公司〕
- 2007年 第18屆金曲獎 - 最佳客語歌手獎入圍。〔問海∕喜瑪拉雅音樂事業股份有限公司〕
- 2009年 第20屆金曲獎 - 最佳客語專輯獎、最佳客語歌手獎入圍。〔千年夢醒∕喜瑪拉雅音樂事業股份有限公司〕

## 外部連結
- （繁體中文） 陳雙 Facebook粉絲團
- （繁體中文） 陳雙 YouTube 1
- （繁體中文） 陳雙 YouTube 2 （页面存档备份，存于）
- （繁體中文） 陳雙 新浪微博
- （繁體中文） 陳雙 新浪部落 （页面存档备份，存于）